# シビレタケ属
シビレタケ属（Psilocybe）とは従来のモエギタケ科からヒメノガステル科に編入されたキノコの属のひとつ。世界で広く分布している。約400種あるシビレタケ属の1/4が幻覚性である。多くの種が幻覚性化合物を含まないにもかかわらず、幻覚作用からよく知られた種であり、マジックマッシュルームとして広く知られている。幻覚作用のあるシロシビンやシロシンを含んでいることが多く、日本ではこれを含むキノコ類は麻薬原料植物（菌類であるが）として故意の採取・所持・使用が禁止される。傷つけると青く変色する種が多いが、変色しない種もある。かつてのシビレタケ属で青変するものはシビレタケ属に再分類され、青変しないものはモエギタケ科ヒメクズタケ属に再分類されている。
すべての種が腐生菌である。ナラタケなどの食菌と似ているものもあるので注意を要する。またケコガサタケ属などの猛毒菌に形の類似したものもある。
学名の  Psilocybeは、ギリシャ語の psilos (ψιλος) と kubê (κυβη) に由来し、「露出する頭」と言う意味で、傘の上に弛んだ外れる表皮を持っていることを意味している。

## 特徴
シビレタケ属の子実体は多くが小さく、特徴のない、形態学的には典型的な「小さなブラウンマッシュルーム」である。肉眼的にはこれらは小型から中型で、茶色から狐色、たいてい乾燥すると変色し、胞子紋の色はライラックブラウンから暗紫褐色である。幻覚を起こさせる種は多くが傷ついたときに青く変色する。顕微鏡的には、皮膚上の表皮を持ち、クリソシスチジアを失っている。胞子は表面が滑らかであり、楕円から細い菱形、準六角形などの形があり、それぞれの頂点が発芽孔になっている。生態学的には全ての種が腐生植物であり、様々な腐敗した有機物に生育する。
ニュージーランド特産のP. weraroaは、傘がひだを巻き込んで閉鎖したセコティオイド菌類の一つであり、他のシビレタケ属同様にシロシビン類を含有する。
傷つけると青色に変色するのは、インドール性であるシロシンやシロシビンが酸化された結果である。

### 菌核の形成

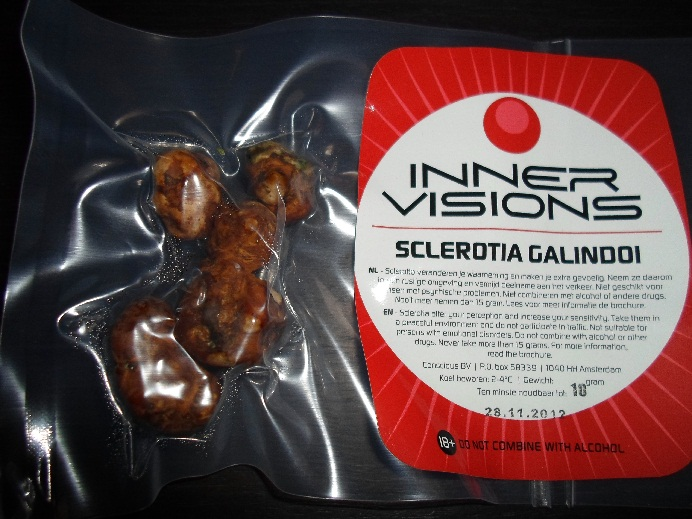
マジックトリュフ。enが形成したもの。いわゆるキノコとは、菌類の生殖のための構造物である子実体（しばしば突起物）のことであり、対して菌核は厳しい環境にて形成される菌糸の塊である。

菌核を形成する種があり、シロシベ・メキシカーナ Psilocybe mexicana、シロシベ・タンパネンシス Psilocybe tampanensis、シロシベ・カエルレセンスの変種 var caerulescens は、幻覚成分シロシン、シロシビンが含まれた菌糸の塊である。

## 分類

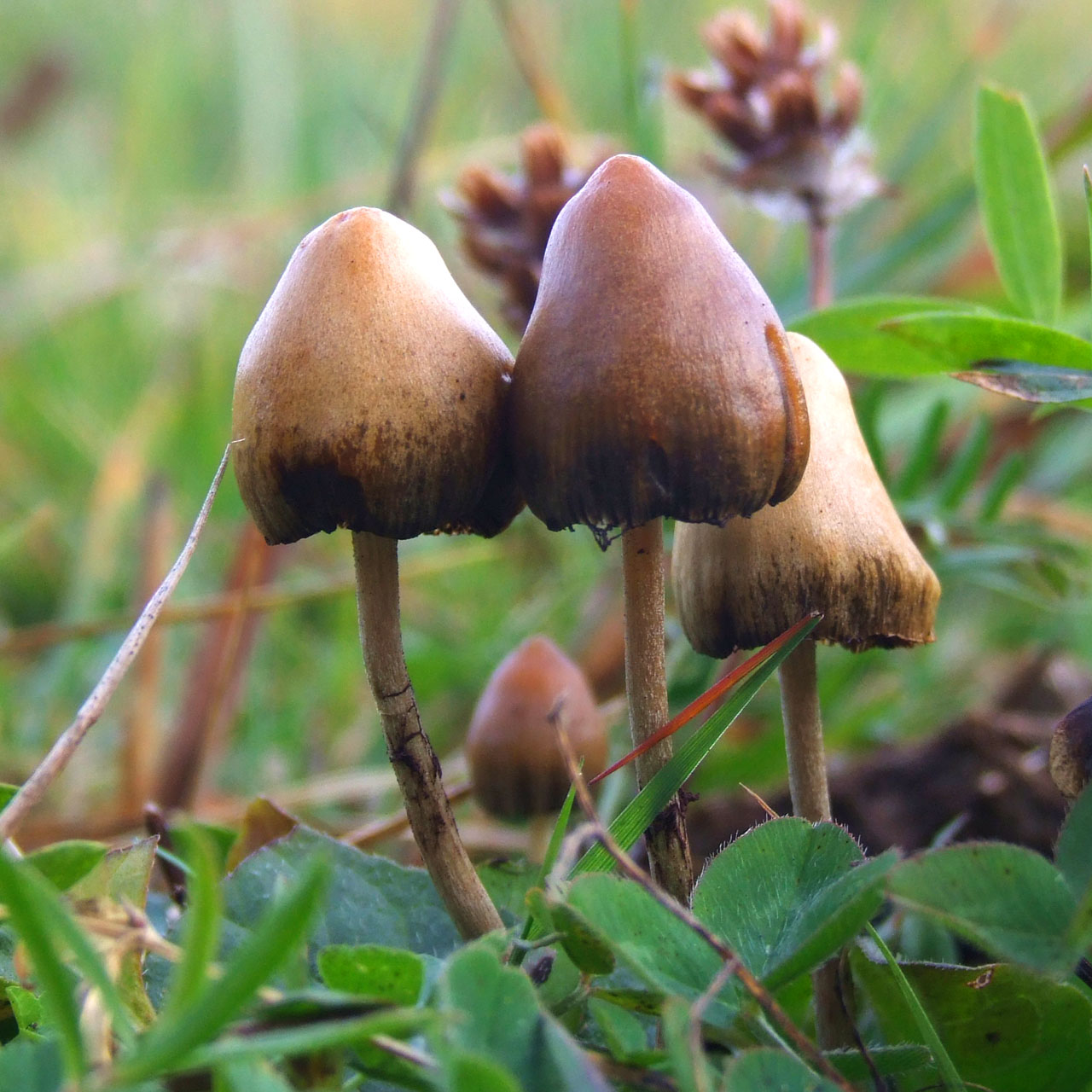
Psilocybe semilanceataは、2007年にシビレタケ属の模式種として提案された。

2002年のMoncalvoらによる分子系統学による研究は、現在定義されているシビレタケ属が多系統群であると明らかにし、お互いに直接関係しない2つの別個のクレードに置かれ、青変する幻覚作用を持つ種が一つのクレードになり、青変しない種がもう一つのクレードに置かれた。以前の模式種は青変しないグループの Psilocybe montana であったが、2010年には模式種は青変する Psilocybe semilanceata に変えられている。2006年のMoncalvoらによるハラタケ目の分子系統学研究では、さらに広範囲で両者の別を証明しており、ハラタケ目の系統樹を強く支持するものだった。
シビレタケ属は分類学的にモエギタケ科に位置しており、この分類は胞子と表皮の形態を基にしている。Mathenyらによる分子系統学では青変しないものとそれに根本的な位置で近しい関係のものをモエギタケ科の基底に置き、関連分類群をこの科の他の属に含まれるクレードに位置づけている。しかしながら、もう一つのクレードを構成している青変する種は新編されたヒメノガステル科のケコガサタケ属に関連している。Moncalvoらの系統額的研究は、ハラタケ類のMelanotus属が青変しないシビレタケ属のサブグループである可能性を強め、またKuehneromyces属やPhaeogalera属と間の近い関係を指摘している。
2007年にはRedheadらによる論文でシビレタケ属は Psilocybe semilanceata を模式種として保持することが提案された。この提言は2010年世界植物科学会議菌類命名法委員会に満場一致で採用され、これによって青変するタイプである Psilocybe semilanceata はシビレタケ属の模式種となった。以来 Psilocybe semilanceata は模式種であり続けており、青変するクレードがシビレタケ属に維持され、P. montana などの青変しないクレードはモエギタケ科ヒメクズタケ属 Deconica に移動した。
ニュージーランドで発見された Weraroa novae-zelandiae （1924年発見、1958年にSingerにより属名新設）は2011年にシビレタケ属に含まれると判明したが、同じ種小名の菌（Psilocybe novae-zelandiae）が1979年に記載されていた（2012年にヒメクズタケ属へ移行）ために旧属名を種小名に移行した Psilocybe weraroa と改称した。同種を模式種としていた Weraroa 属は、現在でも有効ではあるがシビレタケ属のシノニムと見做されることが多い。

## 主な種類
- シビレタケ Psilocybe semilanceata - シビレタケ属のタイプ種、ワラくずなどに発生。傷つけたり触れると青く変色する。
- ヒカゲシビレタケ Psilocybe argentipes - この属の中でシロシビンの含有量が多い。詳しくは該当記事を参照。
- アイゾメシバフタケ Psilocybe subcaerulipes - イネ科植物の間から発生。傷つけると青く変色する。
- ミナミシビレタケ Psilocybe cubensis - シビレタケモドキとも野生動物糞上に発生。傷つけると青く変色する。
- オオシビレタケ Psilocybe subaeruginascens - ワラくず、もみ殻などから発生。傷つけると青く変色する。
- アイセンボンタケ　Psilocybe Fasciata - もみ殻上や林内地上に発生。傷つけると青く変色。シビレタケと同種との説あり。
- トフンタケ（英語版） Deconica coprophila - 旧Psilocybe coprophilaで上記の通り移動。野生動物の糞上に発生。変色性はない。

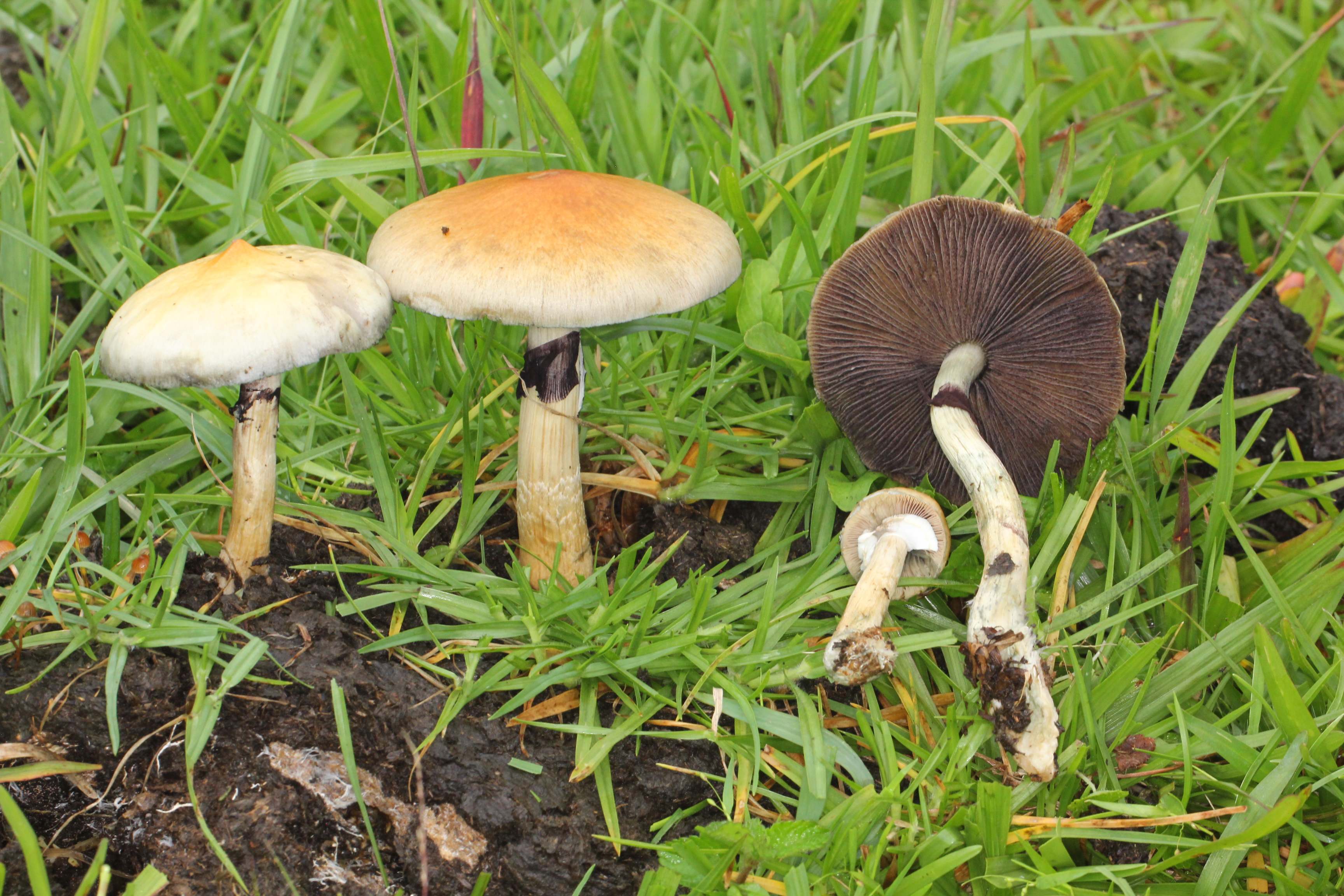
ミナミシビレタケ Psilocybe cubensis （メキシコ）
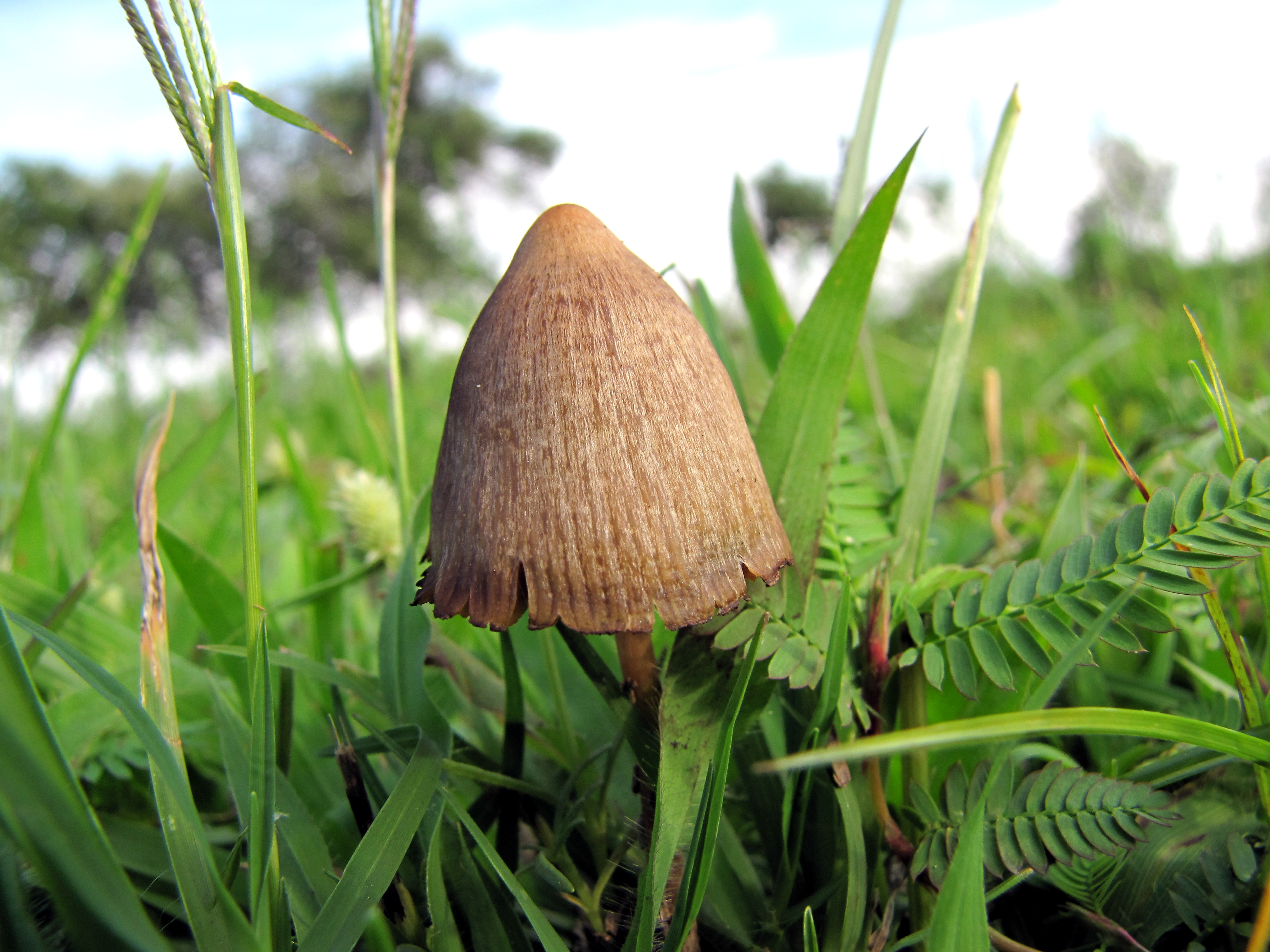
シロシベ・メキシカーナ（英語版） Psilocybe.mexicana （メキシコ）

- ナンヨウシビレタケ Psilocybe capitulata - 沖縄県石垣島の糞に生育し2011年に新種登録されたミナミシビレタケの近縁種[16]。
- ハマシビレタケ Psilocybe (Deconica) definita - 同様に石垣島で発見され糞に生育し、無毒で青変はしない[16][17]。